# Paweł Dzierżak
Paweł Łukasz Dzierżak (ur. 7 kwietnia 1995 w Gdańsku) – polski koszykarz występujący na pozycji rozgrywającego, obecnie zawodnik HydroTrucka Radom.

## Kariera sportowa
Pod koniec listopada 2016, jako zawodnik Trefla Sopot, został wypożyczony do pierwszoligowego MUKS-u Kotwicy 50 Kołobrzeg.
26 czerwca 2018 został zawodnikiem Polpharmy Starogard Gdański.
13 czerwca 2021 dołączył do HydroTrucka Radom.

## Osiągnięcia
Stan na 15 czerwca 2021, na podstawie, o ile nie zaznaczono inaczej.
Drużynowe
- Brązowy medalista mistrzostw Polski (2014)

Indywidualne
- Lider I ligi w przechwytach (2018)

Reprezentacja
- Wicemistrz Europy U–18 dywizji B (2013)
- Uczestnik mistrzostw Europy:
  - U–20 (2015 – 14. miejsce)
  - U–18 (2012 – 16. miejsce)